# Condado de Prince George (Maryland)
El condado de Prince George (con frecuencia llamado "PG County") es un condado suburbano ubicado en el estado de Maryland al norte y al este de Washington D. C., en Estados Unidos. En este condado queda la Universidad de Maryland, el Servicio de Investigación en Agricultura del Departamento de Agricultura, el Centro de vuelo espacial Goddard de la NASA y la Base de la Fuerza Aérea Andrews.
El condado lleva el nombre del príncipe Jorge de Dinamarca, hermano del rey Cristián V de Dinamarca, y esposo de la reina Ana de Gran Bretaña. Su sede está en Upper Marlboro.
El condado forma parte del área metropolitana de Washington-Baltimore.

## Historia
El condado de Prince George fue creado en 1696 con partes de los condados de Charles y Calvert. Una parte de este condado fue separada en 1748 para formar el condado de Frederick. Otra porción fue extraída en 1791 para formar el distrito de Columbia.
En 1997, la sección Parque Takoma del condado fue transferida al condado de Montgomery por votación de sus residentes.

## Leyes y gobierno
Desde 1792, la sede del condado está ubicada en Upper Marlboro. 

## Demografía
Según el censo de los Estados Unidos de 2020, el condado cuenta con 967 201 habitantes, y en lo de 2000 286.610 hogares y 198.047 familias que residentes. La densidad poblacional en 2000 era de 1.651/mi2 (638/km²). También habían 302.378 casas unifamiliares en una densidad de 623/mi2 (241/km²). La composición racial de la población del condado es 27,04% Blanca, 62,70% Afroamericana, 0,35% Nativa americana, 3,87% Asiática, 0,06% De las islas del Pacífico, 3,38% de Otros orígenes y 2,61% de dos o más razas. El 7,12% de la población es de origen Hispano o Latino cualquiera sea su raza de origen.
De los 286.610 hogares, en el 35,30% viven menores de edad, 44,00% están formados por parejas casadas que viven juntas, 19,60% son llevados por una mujer sin esposo presente y 30,90% no son familias. El 24,10% de todos los hogares están formados por una sola persona y 4,90% incluyen a una persona de más de 65 años. El promedio de habitantes por hogar es de 2,74 y el tamaño promedio de las familias es de 3,25 personas.
El 26,80% de la población del condado tiene menos de 18 años, el 10,40% tiene entre 18 y 24 años, el 33,00% tiene entre 25 y 44 años, el 22,10% tiene entre 45 y 64 años y el 7,70% tiene más de 65 años de edad. La mediana de la edad es de 33 años. Por cada 100 mujeres hay 91,50 hombres y por cada 100 mujeres de más de 18 años hay 87,20 hombres.
La renta media de un hogar del condado es de $55.256, y la renta media de una familia es de $62.467. Los hombres ganan en promedio $38.904 contra $35.718 por las mujeres. La renta per cápita en el condado es de $23.360. 7,70% de la población y 5,30% de las familias tienen entradas por debajo del nivel de pobreza. De la población total bajo el nivel de pobreza, el 9,20% son menores de 18 y el 6,90% son mayores de 65 años.

## Educación
Las Escuelas Públicas del Condado de Prince George gestiona escuelas públicas.

## Ciudades y pueblos
De las 27 municipalidades oficiales del estado 10 son ciudades y 17 son pueblos.
1. Ciudades:
  1. Bowie (desde 1882)
  2. College Park (desde 1945)
  3. District Heights (desde 1936)
  4. Glenarden (desde 1939)
  5. Greenbelt (desde 1937)
  6. Hyattsville (desde 1886)
  7. Laurel (desde 1870)
  8. Mount Rainier (desde 1910)
  9. New Carrollton (desde 1953)
  10. Seat Pleasant (desde 1931)

- Parte de la ciudad de Parque Takoma, (Takoma Park) estaba en este condado, pero desde 1997 fue transferida al Condado de Montgomery.

1. Pueblos:
  1. Berwyn Heights (desde 1896)
  2. Bladensburg (desde 1854)
  3. Brentwood (desde 1922)
  4. Capitol Heights (desde 1910)
  5. Cheverly (desde 1931)
  6. Colmar Manor (desde 1927)
  7. Cottage City (desde 1924)
  8. Eagle Harbor (desde 1929)
  9. Edmonston (desde 1924)
  10. Fairmount Heights (desde 1935)
  11. Forest Heights (desde 1945)
  12. Landover Hills (desde 1945)
  13. Morningside (desde 1949)
  14. North Brentwood (desde 1924)
  15. Riverdale Park (desde 1920)
  16. University Park (desde 1936)
  17. Upper Marlboro (desde 1870)

## Lugares designados por el censo
| - Accokeek - Adelphi - Andrews Air Force Base - Beltsville - Brandywine - Calverton - Camp Springs - Carmody Hills-Pepper Mill Village - Chillum - Clinton | - Coral Hills - East Riverdale - Forestville - Fort Washington - Friendly - Glenn Dale - Goddard - Greater Landover - Greater Upper Marlboro - Hillandale | - Hillcrest Heights - Kettering - Konterra - Lake Arbor - Langley Park - Lanham-Seabrook - Largo - Marlow Heights - Marlton - Mitchellville | - Oxon Hill-Glassmanor - Rosaryville - South Laurel - Springdale - Suitland-Silver Hill - Temple Hills - Walker Mill - West Laurel - Woodlawn - Woodmore |

### Áreas no incorporadas
| - Aquasco - Ardmore - Avondale - Berwyn - Carole Highlands - Cedar Heights | - Cheltenham - Collington - Croom - Green Meadow - Lewisdale - Meadows | - Montpelier - North College Park - North Englewood - Rogers Heights - South Bowie - Tuxedo | - West Bowie - West Hyattsville |